# XI Festival Mundial de la Juventud y los Estudiantes
El XI Festival Mundial de la Juventud y los Estudiantes se llevó a cabo del 27 de julio al 3 de agosto de 1978 en La Habana, capital de Cuba. Al festival asistieron 18.500 jóvenes de 145 países. El lema del festival fue "Por la solidaridad, la paz y la amistad antiimperialistas". Esta fue la primera vez que el festival se llevó a cabo en el hemisferio occidental del mundo.

## Historia
La propuesta de realizar el XI Festival en Cuba fue apoyada en la X Asamblea General de la Federación Mundial de la Juventud Democrática celebrada en noviembre de 1974 en Varna, Bulgaria. El Primer Congreso del Partido Comunista de Cuba aprobó una resolución sobre la realización del XI Festival, seguida de una resolución similar en el III Congreso de la Unión de Jóvenes Comunistas (UJC). 
El festival comenzó el 28 de julio de 1978, miles de jóvenes de todo el mundo marcharon tres kilómetros por las principales avenidas de la capital hacia el Estadio Latinoamericano donde se llevó a cabo la ceremonia de apertura. Terminó el 5 de agosto de 1978 con una gran manifestación en la histórica Plaza de la Revolución José Martí de La Habana.